# Mihail Frunze
Mihail Frunze  (ruski: Михаи́л Васи́льевич Фру́нзе, rumunjski: Mihail Frunză) bio je boljševik,  jedan od vođa Oktobarske revolucije i kasnije rukovoditelj Crvene armije u Ruskom građanskom ratu.
Frunze je rođen u Biškeku (u to vrijeme Pišpek) tada dijelom Ruskog Turkestana, otac mu je bio Rumunj  iz Hersonskog gubernata po zanimanju liječnik, a majka mu je bila Ruskinja.
Studije je počeo u Alma-Ati i 1904. nastavio na Politehničkom fakultetu u Sankt Peterburgu.
Na drugom kongresu Socijal-demokratske radničke partije u Londonu 1903. Frunze je u sporu Martovih menjševika i Lenjinovih boljševika podržao Vladimira Iljiča Lenjina. Spor se vodio oko buduće taktike radničke partije.
Dvije godine nakon kongresa Frunze postaje jedan od glavnih organizatora revolucije 1905. vodeći štrajkovni val tekstilne industrije u Šuji i Ivanovu. Nakon ugušenja revolucije, Frunze je bio uhićen i osuđen na smrt. Kazna je promijenjena u prisilni rad u Sibiru. Nakon deset godina u Sibiru pobjegao je u Čitu, gdje je postao urednik boljševističkog tjednika Восточно Оброзение (Istočni zbornik).
Tokom Februarske revolucije 1917. bio je načelnik revolucionarnih policija u Minsku i kasnije postaje predsjednik bjeloruskog sovjeta. U oktobarskom dijelu revolucije 1917. otputovao je u Moskvu gdje je vodio oružane radnike u borbi za kontrolu grada.
Godine 1918. postaje vojni povjerenik Voznesenske provincije, u koje vrijeme je počeo i ruski građanski rat. Tada je imenovan i vođom Armije Jug. Kod Omska je pobijedio bijelu gardu poznatog admirala Aleksandra Kolčaka. Vrhovni zapovjednik Crvene armije Lav Trocki mu nakon toga dodeljuje zapovijedanje Istočnim frontom. Frunze je nastavio rat protiv bijele garde i Basmačkih pobunjenika u rodnom Turkestanu. Pri tome je osvojio u veljači Kivu i rujnu Buharu. U studenom 1920. osvojio je Krim i odbacio je generala Petra Vrangela izvan granica Rusije. Također je ugušio anarhističke (pod Nestorom Mahnoom) i nacionalističke pokrete (Simona Petljure) u Ukrajini.
Godine 1921. izabran je u Centralni komitet ruske boljševičke partije, 1925. postaje predsjednik Revolucionarnog vojnog sovjeta. Kao jaka podrška Grigorija Zinovjeva došao je u konflikt s njegovim rivalom Josifom Staljinom.
Umro je 31. listopada 1925. zbog trovanja kloroformom tokom operacije trbuha, primijenjena doza je sedam puta prekoračila normalnu količinu koja se primjenjuje za izazivanje narkoze. Neki vjeruju da je bio smaknut po naređenju Staljina, te je postao žrtva u borbi za vlast, kao i navodno Jakov Sverdlov.
Sahranjen je u moskovskoj kremaljskoj nekropoli.

## Vanjske poveznice
|  | Zajednički poslužitelj ima još gradiva o temi Mihail Frunze |

- Istaknuti Rusi: Mihail Frunze Russiapedia
- Frunzeovi spisi o vojnoj teoriji  Arhivirana inačica izvorne stranice od 22. lipnja 2007. (Wayback Machine)
- Mihail Vasiljevič Frunze na Hrvatkoj enciklopediji